# Tiếng Khasi
Khasi là một ngôn ngữ Nam Á được người Khasi sử dụng tại bang Meghalaya của Ấn Độ. Tiếng Khasi là một phần của Ngữ tộc Khasi-Khơ Mú, và có họ hàng xa với nhóm ngôn ngữ Munda của Ngữ hệ Nam Á, tồn tại ở đông-trung Ấn Độ.
Mặc dù hầu hết 865.000 người nói tiếng Khasi là tiểu bang Meghalaya, ngôn ngữ này cũng được sử dụng tại một số quận vùng núi tại bang Assam láng giềng của Meghalayavà một số người khá lớn sống tại Bangladesh, gần biên giới Ấn Độ.

## Chữ viết
Trong quá khứ, tiếng Khasi không có chữ viết. William Carey đã thử viết ngôn ngữ này bằng chữ Đông Nagar từ 1813 đến 1838. Một số lượng lớn sách bằng tiếng Khasi đacj viết bằng chữ Đông Nagar, bao gồm cả quyển sách nổi tiếng Ka Niyiom Jong Ka Khasi hay Tục lệ người Khasi, một tác phẩm viết bằng tay của đức tin Seng Khasi. Nhà truyền giáo người Xứ Wales Thomas Jones, năm 1841 đã ghi nhân ngữ này bằng chữ cái Latinh. Theo đó, phép chính tả của ngôn ngữ này có một số tương đồng với chính tả xứ Wales. Và từ đó tiếng Khasi sử dụng chữ cái Latinh.

### Bảng chữ cái tiếng Khasi
Chữ Khasi có hệ thống khác biệt so với hệ thống của chữ tiếng Anh. Bảng chữ cái tiếng Khasi gồm có 23 chữ cái nhưng loại bỏ các chữ c, f, q, v, x và z khỏi bảng và thêm các chữ có dấu phụ là ï và ñ, và chữ ng, được coi là một chữ cái theo đúng nghĩa. Chữ ng cũng có trong bảng chữ cái tiếng Wales.
| Chữ hoa    | A  | B   | K   | D   | E  | G  | Ng  | H   | I  | Ï   | J   | L   | M   | N   | Ñ  | O  | P   | R   | S   | T   | U  | W         | Y   |
| Chữ thường | a  | b   | k   | d   | e  | g  | ng  | h   | i  | ï   | j   | l   | m   | n   | ñ  | o  | p   | r   | s   | t   | u  | w         | y   |
| Phiên âm   | ah | bee | kay | dee | ay | eg | eng | esh | ee | yee | jay | ell | emm | enn | eñ | oh | pea | aar | ess | tee | oo | double yu | why |
| Chữ Assam  | আ  | ব   | ক   | দ   | এ  | গ  | ঙ   | হ   | ই  | য   | জ   | ল   | ম   | ন   | ঞ  | অ  | প   | ৰ   | স   | ত   | উ  | ৱ         | য়   |
| Chữ Bengal | আ  | ব   | ক   | দ   | এ  | গ  | অং   | হ   | ই  | য়ি   | জ   | ল   | ম   | ন   | ঞ  | ও  | প   | র   | স   | ত   | উ  | ঊ         | ঈ   |

### Phát âm
- Độ dài nguyên âm thường không được đánh dấu trong chính tả, mặc dù có thể được đánh dấu tùy chọn bằng dấu sắc (sim /sim/ "chim" với rí /riː/ "quốc gia").[2]
- Chữ k vị trí đặc biệt do nó thay thế cho c. c và ch từng được dùng thay cho k và kh. Khi c bị loại bỏ khỏi bảng chữ cái, k được đặt vào vị trí như hiện tại.
- Việc thêm chữ g vào bảng là do nó xuất hiện trong chữ ng. Chữ g không được dùng độc lập trong bất kỳ từ nào có nguồn gốc bản địa.
- Chữ h biểu thị cả âm xát lẫn âm tắc thanh hầu(ʔ) ở cuối từ.
- Chữ y không được phát âm như từ y của tiếng Anh, mà đóng vai trò như âm schwa(ə), và như một âm âm tắc thanh hầu giữa các nguyên âm.  Âm y như trong từ  year được viết là ï.

### Chữ ghép
Ngoài ng, được coi là một chữ cái trong bảng chữ cái, tiếng Khasi còn có 8 chữ ghép khác:
- Các phụ âm bật hơi được biểu thị bằng các  chữ kh, ph and th.
- Các phụ âm giọng nhiều hơi được biểu thị bằng các chữ bh, dh and jh.
- Âm /ʃ/ trong tiếng Khasi được viết là sh.
- Chữ ie biểu thị âm /e/, trái với e biểu thị âm /ɛ/.

Những chữ ghép này không được coi là một chữ cái duy nhất mà là sự kết hợp của các chữ cái.

## Văn học tiếng Khasi
- Lyngdoh, R. S.: Ka histori ka thoh ka thar / R. S. 900 Lyngdoh. – Shillong: [Selbstverl.]; (Khasi),2 vols. Vol. 1: (Haduh u John Roberts). – 3. impr. – 1981; (Khasi) [Till John Roberts] Vol. 2: Naduh 1888 haduh 1970. – 1983; (Khasi) [From 1888 till 1970]
- Ka thiar ki nongthoh. – Shillong: Ka Khasi Autors' Soc.; (Khasi) Vol. 1-78[The tools of the writers]
- Majaw, Sondar S.: Ka Serampore Mission ha ri Khasi / S. S. Majaw. – Shillong: Sawlyer Print. Pr.Lumdiengjri, 1995. – 61 S.; (Khasi) [The Serampore Mission in the Khasi Hills]
- Tham, Minette Sibon: I mabah Soso Tham / da Minette Sibon Tham. – Shillong: Shandora Pr. Lad,1990. – IV, 57, VI S.: Ill.
- Tham, Soso.: Ki sngi ba rim u hynniew trep / Soso Tham. – 3. ed.. – Shillong: Gatphoh, 1976. -XVIII, 57 S.; (Khasi, engl.) Introd. in English
- Tham, Soso: Ki phawer u Aesop: (Ban Pynrai ia ka Jingtip briew bad ka Buit ka Akor) /Soso Tham. – 3. ed., rev. and enl.. – Shillong: Gatphoh, 1967. – VII, 2, 127 S.;
- Dkhar, Sib Charan Roy: Ka Bhagavad Gita: lane ka phawar Kaba Nieu-Tang Shaphang u blei / La pynkylla khasi da U Sib Charan Roy. – Shillong: Khasi Press, 1903. – 167 S.; (Khasi) Original: Bhagavadgita <Khasi>
- Elias, H.: Ki khanatang u barim / H. Elias. – 2. print.. – Shillong: St. Anthony's College, 1972. – 248[Folk-stories of the Khasi]
- Tiewsoh, W.: Kam kalbut / W. Tiewsoh. – [Shillong]: [Selbstverl.], 1975. – 244 S.; (Khasi)
- Toi, Phidalia: Ka Diahmai / Phidalia Toi. – Jowai: Jaintia Engl. School, 1992. – 34 S.; Khasi, Jaintia)
- Lyngdoh, Homiwell: Ka niam Khasi / Homiwell Lyngdoh (Nonglait). – 2. ed.. – Shillong: G. M. Lyngdoh, 1970. – 2, XXI, 279 S.; (Khasi)[Khasi-Religion]
- Mawrie, H. Onderson: Ka pyrkhat u Khasi / H. Onderson Mawrie. – Shillong: Mawrie, 1973. – IX, 110 S.; (Khasi)[Khasi- customs and religion]